# 高齢化・障害者・在宅ケア部 (ニューサウス ウェールズ州)
高齢化・障害者・在宅ケア（ニューサウス ウェールズ州）(こうれいしゃ・しょうがいしゃ・ざいたくケアぶ ニューサウスウェールズしゅう、英: Ageing, Disability and Home Care NSW、略称：ADHC)は、ニューサウスウェールズ州政府家族・コミュニティーサービス省の一部門であり、オーストラリア、ニューサウスウェールズ州の高齢者・障害者とその家族及び介護者へのサービス提供を担っている。
ADHCは、およそ300,000人の社会的弱者を州の年間予算$25億豪ドルでサポートしている。13,000人を超えるスタッフを有し、各種サービスの提供と900に及ぶ非政府系及び自治体運営のサービスプロバイダーを管理している。ADHCは、これらのサービスプロバイダーが、アーリー・インターベンション（早期介入）、セラピー（手術や投薬を伴わない、心理療法・物理療法）、レスパイト（介護者に休養を与えるための短期入所プログラム）、サポート付き宿泊施設、ケース・マネージメントや学業修了後のプログラムなどのサービスを提供するための資金を提供している。
現在、ジム・ロングリー次官率いるADHCは、ニューサウスウェールズ州高齢化省及び障害者福祉省大臣ジョン・アジャカ直属の機関である。

## 組織構造
ADHC は9業種2事務局を運営し、ニューサウスウェールズ州内6地域の高齢者、障害者 (特に知的障害者)及びその介護者にサービスを提供している。施設政策と開発: 各種プログラムの開発と資金調達および宿泊施設を必要とする障害を持つ人々を支援するための政策を監督する。
- レスパイト（休息）と介護: 各種プログラムの開拓と資金調達：レスパイトの拡充や各種レスパイト・モデルの統廃合を含むレスパイト・サービスに関する方針を管理する。
- コミュニティ ・アクセス:　早期介入サービス及び予防サービス、コミュニティーアクセスチームなどの地域密着型サポート、地域・職場への参加を図るサービスにアクセスするための各種プログラムの開発と資金調達を担当する。また、文化的・言語的に多様なコミュニティの各種プログラムへのアクセス強化を図る政策分野に戦略的なアドバイスを提供する。
- 在宅ケア: ニューサウスウェールズ州在宅ケアサービスを管理する。サービスの政策の戦略的な方向性を提供し、後天性脳損傷や後天性身体障害・感覚障害を持つ人々を含むクライアントへのサービスの質を向上するプログラム開発活動に着手する。
- 先住民（アボリジニ）へのサービスの開発と配信:　ニューサウスウェールズ州の先住民（アボリジニ）コミュニティが、ADHCが提供する全てのプログラムやサービスへのアクセスを強化するためのプログラムと政策を行う。また、各種サービスを受けている先住民（アボリジニ）に対し、的確なサービスを受けているか戦略的なアドバイスを提供する。
- 大規模住宅センターと専門家による生活サポート: 大規模住宅センターの現居住者に対しクライアントが現代的なサポートを受けながら生活しより地域と接点を持てるようになることに焦点を当て、地域活動に参加できる選択肢を開発する。
- セクター開発: 非政府組織が個人のニーズにより良く対応できるサービスシステムを構築するなどして質の高いサービスを保障できるよう、政策を担当し資金調達を行う。
- コミュニティ ・ ケア: オーストラリア政府と共同でニューサウスウェールズ州における在宅及びコミュニティ・ケア・ プログラム(the Home and Community Care 略称：HACC)の管理を担当する。主要な関係者と連携し、健康関連を含む高齢者のコミュニティ介護サービスの改善を図る。
- 予防と経過: 主流のコミュニティサポートへのアクセスを強化する政策を戦略を提供する。障害者を中心に考慮した障害者のライフスパンに焦点を当てたサービスシステムを再構築するための政策と改革の課題の発展を統括する。

次の2つの事務局も専門的なサービスとサポートを提供している。
- 上級医師（障害者専門医:Senior Practitioner）事務局: 複雑なニーズや問題行動を伴う障害者のためのサービス間の調整や指導をする。
- 高齢化事務局: 社会問題研究を担当し、高齢者やコミュニティにおける高齢者の積極的参加の可能性に影響を与える問題に対し、戦略的な政策を打ち出す。

## 附帯業務
ADHCは、ニューサウスウェールズ州障害者協議会（the NSW Disability Council）およびニューサウスウェールズ州在宅ケアサービス(the Home Care Service of NSW)にも出資しているが、これらは、ニューサウスウェールズ州家族地域省に直属の法的権限のある組織で、ADHCの管理下には属していない。